# Ronald St. John Macdonald
Ronald Saint John Macdonald (* 20. August 1928 in Montreal; † 7. September 2006 in Halifax, Nova Scotia) war ein kanadischer Jurist, der sich vor allem dem Seerecht und den Menschenrechten widmete. Er wirkte unter anderem von 1961 bis 1972 als Professor an der University of Toronto sowie von 1972 bis 1990 an der Dalhousie University in Halifax und fungierte an beiden Hochschulen zeitweise als Dekan. Darüber hinaus war er von 1980 bis 1998 der bisher einzige nicht-europäische Richter am Europäischen Gerichtshof für Menschenrechte. Er gehörte ab 1979 dem Institut de Droit international an und erhielt Ehrendoktortitel mehrerer Universitäten sowie 2000 mit der Aufnahme als Companion in den Order of Canada die höchste zivile Auszeichnung seines Heimatlandes.

## Leben
Ronald St. John Macdonald wurde 1928 als Nachfahre schottischer Auswanderer in Montreal geboren. Er erlangte 1949 einen B.A.-Abschluss an der Saint Francis Xavier University und 1952 einen Bachelor of Laws an der Dalhousie University in Halifax. Darüber hinaus erhielt er 1954 an der University of London und ein Jahr später an der Harvard University jeweils einen Abschluss als Master of Laws.
Seine Hochschullaufbahn absolvierte er von 1955 bis 1957 als Dozent und von 1957 bis 1959 als Professor an der York University, von 1959 bis 1961 als Professor an der University of Western Ontario, von 1961 bis 1972 als Professor an der University of Toronto sowie von 1972 bis 1990 als Professor für internationales Recht an der Dalhousie University. An der University of Toronto wirkte er von 1967 bis 1972 auch als Dekan der juristischen Fakultät, von 1972 bis 1979 war er in gleicher Funktion an der Dalhousie University tätig. 1990 ging er an die University of Toronto zurück, an der er bis 1994 als Senior Scholar in Residence blieb. Er unterrichtete darüber hinaus an der Haager Akademie für Völkerrecht und war der erste Gastprofessor für internationales Recht an der Universität Peking.
Neben seinem akademischen Wirken fungierte er als Rechtsberater des Premierministers und des Außenministeriums seines Heimatlandes und hatte in dieser Funktion insbesondere während der Amtszeit von Premierminister Pierre Trudeau Einfluss auf die kanadische Außenpolitik. Außerdem vertrat er Kanada mehrfach in der Generalversammlung der Vereinten Nationen und bei verschiedenen internationalen Konferenzen. In den 1970er Jahren unterstützte er die Regierung der Republik Zypern als Sonderberater bei der Überarbeitung der Verfassung des Landes nach der Besetzung des Nordteils der Insel Zypern im Juli 1974 durch die Türkei im Rahmen des Zypernkonflikts.
Von 1980 bis 1998 war er darüber hinaus Richter am Europäischen Gerichtshof für Menschenrechte (EGMR) in Straßburg. Er wurde dabei von Liechtenstein nominiert, das wie alle Vertragsstaaten der Europäischen Menschenrechtskonvention Anspruch auf die Besetzung eines Richterpostens am EGMR hat. In der Geschichte des Gerichtshofs war er bisher der einzige Richter aus einem nicht-europäischen Land. Ab 1984 gehörte er darüber hinaus dem Ständigen Schiedshof an.
Ronald St. John Macdonald blieb sein Leben lang unverheiratet und starb 2006 im Alter von 78 Jahren in Halifax.

## Wissenschaftliches Wirken
Schwerpunkte des wissenschaftlichen Wirkens von Ronald St. John Macdonald waren insbesondere das Seerecht und der Schutz der Menschenrechte. Er veröffentlichte über 60 Artikel in Fachzeitschriften, rund ein Drittel davon in dem von ihm mitbegründeten Canadian Yearbook of International Law, und über 40 Essays in Sammelwerken, davon rund zwei Drittel in Festschriften zu Ehren von Kollegen. Außerdem war er selbst Herausgeber oder Mitherausgeber von elf Sammelwerken.

## Auszeichnungen
Ronald St. John Macdonald wurde 1968 zum Kronanwalt ernannt und 1984 als Offizier in den Order of Canada aufgenommen. Im Jahr 2000 erhielt er mit der Ernennung zum Companion des Ordens die höchste kanadische Auszeichnung für Zivilpersonen. Vom Canadian Council on International Law, dem er als Gründungspräsident vorstand, wurde er zum Ehrenpräsidenten ernannt und 1988 in Anerkennung seines Lebenswerks mit der John-E.-Read-Medaille ausgezeichnet. 1999 erhielt er den Ramon John Hnatyshyn Award of Law der Canadian Bar Association. Die McGill University, die Dalhousie University und die Carleton University ernannten ihn zum Ehrendoktor. Ab 1979 war er Mitglied des Institut de Droit international, die Amerikanische Gesellschaft für internationales Recht ernannte ihn 1996 zu ihrem Ehrenmitglied.
Nach Ronald St. John Macdonald benannt sind der Ronald St. John MacDonald Award, der in Kanada an die beste Mannschaft im Rahmen der nationalen Ausscheidungsrunde für den Philip C. Jessup International Law Moot Court Competition vergeben wird, sowie der vom Canadian Council on International Law an Studenten verliehene Ronald St. John Macdonald Young Scholars Award.

## Werke (Auswahl)
- The Arctic Frontier. Toronto 1966
- Canadian Perspectives on International Law and Organization. Toronto 1974 (als Mitherausgeber)
- The International Law and Policy of Human Welfare. Alphen aan den Rijn 1978 (als Mitherausgeber)
- The Structure and Process of International Law: Essays in Legal Philosophy, Doctrine and Theory. Dordrecht und Boston 1986 (als Mitherausgeber)
- The European System for the Protection of Human Rights. Dordrecht und London 1993 (als Mitherausgeber)
- Towards World Constitutionalism: Issues in the Legal Ordering of the World Community. Leiden 2005